# Parlamentní volby v Kamerunu v roce 2002
Parlamentní volby v Kamerunu se konaly dne 30. června 2002. Ve volbách zvítězila vládnoucí strana Kamerunské lidové demokratické hnutí, která získala 149 ze 180 křesel. V 17 volebních obvodech byly výsledky voleb kvůli nesrovnalostem zrušeny rozhodnutím Nejvyššího soudu Kamerunu. V těchto volebních obvodech se volby opakovaly 15. září 2002.

## Volební výsledky
| Politická strana                     | Hlasy | % | Mandáty | */- |
| ------------------------------------ | ----- | - | ------- | --- |
| Kamerunské lidové demokratické hnutí |       |   | 149     | ▲40 |
| Sociálně demokratická fronta         |       |   | 22      | ▼21 |
| Kamerunská demokratická unie         |       |   | 5       | -   |
| Svaz lidu Kamerunu                   |       |   | 3       | ▲2  |
| Národní unie pro demokracii a pokrok |       |   | 1       | ▼12 |
| Hnutí svobody kamerunské mládeže     |       |   | 0       | ▼1  |
| Celkem                               |       |   | 180     |     |